# Lymnaea palustris
Lymnaea palustris är en snäckart. Lymnaea palustris ingår i släktet Lymnaea och familjen dammsnäckor. Inga underarter finns listade i Catalogue of Life.